# CODA - I segni del cuore
CODA - I segni del cuore (CODA) è un film del 2021 diretto da Sian Heder.
Commedia drammatica remake de La famiglia Bélier (2014), diretto da Éric Lartigau, ha vinto tre premi Oscar su tre candidature ricevute, vincendo quello per il miglior film, la migliore sceneggiatura non originale e il miglior attore non protagonista.
Il titolo originale, CODA, è l'acronimo di child of deaf adult, ovvero "figlio di persona sorda", che conoscendo sia la lingua parlata che quella dei segni spesso funge da "interprete" fra la propria famiglia sorda e il resto del mondo.

## Trama
A Gloucester, nel Massachusetts, Ruby Rossi è l'unico membro udente della sua famiglia; i suoi genitori Frank e Jackie e il fratello maggiore Leo sono tutti sordi. Li aiuta con l'attività di pesca di famiglia e ha intenzione di unirsi a essa a tempo pieno dopo aver terminato il liceo. A causa della sua famiglia, Ruby è vista come un'emarginata a scuola. Quando nota che il ragazzo del quale si è invaghita, Miles, si sta iscrivendo al coro della scuola, Ruby impulsivamente fa lo stesso.
Il coro è diretto dal signor Bernardo "Mr. V" Villalobos, che ordina agli studenti di cantare Buon Compleanno. Di fronte al dovere di cantare davanti alla classe, Ruby va nel panico e scappa. Successivamente torna da Mr. V e spiega che lei è stata vittima di bullismo per aver parlato in modo strano da bambina. Il signor V accetta che Ruby torni nel coro, dicendole che c'è spazio per tutti i tipi di voci. Successivamente è sorpreso quando sente cantare Ruby e si rende conto che la sua voce è bellissima.
Mr. V accoppia Ruby con Miles per un duetto nel prossimo spettacolo del coro. La loro prima prova va male mentre si preparano separatamente; Il signor V insiste affinché si riuniscano per esercitarsi. Ruby invita Miles a casa sua per esercitarsi, ma vengono interrotti da Frank e Jackie che fanno sesso rumorosamente nella stanza accanto. Ruby in seguito sente i compagni di classe in mensa deridere l'incidente alle sue spalle; Miles si scusa e le dice che l'ha detto solo al suo amico Jay, che a sua volta ha diffuso la storia, ma lei non vuole avere niente a che fare con lui. Alla fine lo perdona e riprendono a esercitarsi mentre iniziano una relazione.
Nel frattempo, Frank e Leo lottano per sbarcare il lunario con l'attività di pesca poiché il consiglio locale impone nuove tasse e sanzioni. In una riunione del consiglio, Frank si alza e annuncia che sta avviando la propria azienda per aggirare le nuove restrizioni e vendere il suo pesce da solo, invitando altri pescatori locali a unirsi a lui. La famiglia lotta per far decollare l'azienda, facendo affidamento su Ruby per parlare con le persone e spargere la voce.
Il signor V incoraggia Ruby a fare un'audizione per il Berklee College of Music e le offre lezioni private per prepararsi. Ruby accetta, ma diventa sempre più impegnata ad aiutare la sua famiglia con gli affari. Il signor V si irrita con lei perché costantemente in ritardo e annulla le lezioni. La rimprovera per avergli fatto perdere tempo e la accusa di non preoccuparsi abbastanza della musica.
Durante la pesca, Frank e Leo vengono intercettati dalla Guardia Costiera dopo non aver risposto ai clacson delle navi e alle chiamate radio. Vengono multati e le loro licenze di pesca revocate per loro negligenza; fanno ricorso e riescono a riavere la loro licenza a condizione che abbiano sempre a bordo una persona udente. Ruby annuncia alla famiglia che rinuncerà al college e si unirà all'azienda a tempo pieno. I suoi genitori sono favorevoli, ma Leo reagisce con rabbia, insistendo sul fatto che possono gestire i propri problemi senza l'aiuto di Ruby.
La famiglia di Ruby assiste al suo spettacolo e, sebbene non possano sentirla cantare, notano l'accoglienza positiva da parte del pubblico che li circonda. Quella notte, Frank chiede a Ruby di cantargli una canzone mentre lui tocca le sue corde vocali, emozionandosi. L'intera famiglia si reca quindi a Boston con Ruby per la sua audizione al Berklee; non dovrebbero entrare nella sala delle audizioni, ma si avvicinano di soppiatto alla balconata per guardare comunque. Ruby all'inizio è nervosa, ma acquista sicurezza quando vede la sua famiglia; mentre si esibisce illustra la canzone in lingua dei segni americana (ASL), così che possano capire cosa sta dicendo.
Qualche tempo dopo, Ruby viene presa dal college; condivide la notizia con la sua famiglia e il signor V che sono tutti entusiasti per lei, e chiede a Miles di farle visita a Boston qualche volta. Nel frattempo, gli udenti nell'attività di pesca di famiglia hanno imparato la lingua dei segni, consentendo loro di comunicare e interpretare per conto della famiglia. L'amica di Ruby, Gertie, la accompagna a Boston al college mentre la sua famiglia li saluta; Ruby, con la lingua dei segni, dice loro "Vi amo davvero" mentre se ne vanno.

## Produzione
Il film è un remake del film francese del 2014 La famiglia Bélier, ma, a differenza del film francese, in questo gli attori sono sordi e recitano in lingua dei segni americana; nel film originale, gli attori non sono sordi e comunicano in lingua dei segni francese.
Gli attori principali de I segni del cuore sono tutti sordi (Marlee Matlin, Troy Kotsur e Daniel Durant), mentre ovviamente non lo è la protagonista Ruby, interpretata da Emilia Jones. Altri attori sordi sono la maggior parte membri del Deaf West Theatre.

## Distribuzione
Partecipò al Sundance Film Festival 2021 per il premio di U.S. Dramatic Competition. Apple TV+ acquistò il film per 25 milioni di dollari. In Italia fu presentato fuori concorso al Torino Film Festival 2021 e fu inizialmente reso disponibile solo per il mercato home video e per le piattaforme satellitari e streaming con il titolo I segni del cuore. Successivamente alla vittoria agli Oscar, fu annunciata la sua uscita nelle sale italiane a partire dal 31 marzo 2022, venendo stavolta intitolato CODA - I segni del cuore.

### Edizione italiana

#### Doppiaggio
Il doppiaggio italiano e la sonorizzazione della pellicola furono eseguiti dalla 3Cycle s.r.l. La direzione e i dialoghi furono affidati a Marco Guadagno, con la consulenza per la lingua dei segni da parte di Chiara Conte e Sussana Di Pietra.

## Riconoscimenti
- 2022 - Premio Oscar
  - Miglior film
  - Miglior attore non protagonista a Troy Kotsur
  - Migliore sceneggiatura non originale a Sian Heder
- 2022 - Golden Globe
  - Candidatura per il miglior film drammatico
  - Candidatura per il miglior attore non protagonista a Troy Kotsur
- 2022 - Premio BAFTA
  - Miglior attore non protagonista a Troy Kotsur
  - Migliore sceneggiatura non originale a Sian Heder
  - Candidatura per la miglior attrice protagonista a Emilia Jones
- 2022 - Critics' Choice Awards
  - Miglior attore non protagonista a Troy Kotsur
  - Candidatura per il miglior film
  - Candidatura per il miglior giovane interprete a Emilia Jones
  - Candidatura per la miglior sceneggiatura non originale a Sian Heder
- 2022 - Screen Actors Guild Award
  - Miglior cast cinematografico
  - Miglior attore non protagonista cinematografico a Troy Kotsur
- 2021 - Dallas-Fort Worth Film Critics Association[11]
  - Candidatura per il miglior film
- 2021 - St. Louis Film Critics Association[12]
  - Candidatura per la migliore adattamento della sceneggiatura a Sian Heder
- 2021 - Gotham Independent Film Awards[13][14]
  - Miglior interpretazione non protagonista a Troy Kotsur
  - Miglior interpretazione rivelazione a Emilia Jones
  - Candidatura per la miglior interpretazione non protagonista a Marlee Matlin
- 2021 - Boston Society of Film Critics[15]
  - Miglior attore non protagonista a Troy Kotsur
- 2021 - Chicago Film Critics Association[16]
  - Candidatura per la regista rivelazione a Sian Heder
  - Candidatura per la miglior performance rivelazione a Emilia Jones